# Federata Shqiptarë e Atletikes
La Federata Shqiptarë e Atletikes (FSHA) è una federazione sportiva che ha il compito di promuovere la pratica dell'atletica leggera e coordinarne le attività dilettantistiche ed agonistiche in Albania.